# Bryonola
Bryonola là một chi bướm đêm thuộc họ Noctuidae.